# أرنولد فون هارف
أرنولد فون هارف(بالألمانية: Arnold von Harff)
رحالة ألماني ولد في قلعة هارف سنة 1471 وتوفى في بدبورغ في سنة 1505 ميلادية، يقع محل مولده بالقرب من كولونيا.

## ملخص رحلته
زار مصر في العصر المملوكي سنة 1496 في رحلة زار فيها دير سانت كاترين الواقع في سيناء مواصلاً بعدها طريق الرحلة نحو دمشق وحلب وأنطاكية ليقطع بعدها الأناضول مروراً ببورصة سيراً إلى قبر القديس يعقوب بن زبدي الواقع في سانتياغو دي كومبوستيلا واستمرت رحلته إلى سنة 1499 حين بدأ في العودة إلى منزله في 10 أكتوبر1499.

## تفاصيل رحلته
جائت رحلته إلي الشرق لتأدية فريضة الحج إلى بيت المقدس عبر ألمانيا وإيطاليا فوصل إلي البندقية حيث قابل أحد التجار الكبار ليشتري منه أذونا لتبديل العملات في الشرق ثم رحل من البندقية علي سفينة تجارية إلى الإسكندرية ومر في طريقه بجزيرة رودوس ووصف في رحلتهالطرق والتقاليد المتبعة آنذاك لاستقبال المسافرين النازلين إلي ميناء الإسكندرية فذكر أن حاكم الإسكندرية أرسل رسولا للسفينة في عرض البحر حيث لم تسمح السلطات المملوكية بدخول السفن الأجنبية إلي الميناء مباشرة خوفا من القرصنة الأوروبية في ذلك الوقت وكان ذلك الرسول يقوم بسؤال كل الركاب عن سبب قدومهم إلي مصر وهدف الرحلة وأسمائهم وإعدادهم ثم يرسل هذه المعلومات إلي الحاكم في المدينة عن طريق الحمام الزاجل ثم يقوم حاكم الثغر بإرسال هذه المعلومات إلي السلطان المملوكي في القاهرة بنفس الطريقة وعندما يسمح السلطان بدخولها الميناء تطلق قلعة الإسكندرية النيران ترحيبا بالسفينة القادمة فترد عليها السفينة التحية بمثلها وبعد الدخول يسمح للمسافرين بالنزول بعد التحقق من شخصياتهم واعداهم وجنسياتهم وعن هدف الرحلة ويتم تحديد الضريبة التي يدفعها كل مسافر وكان قدرها 2 دوكة بيزنطية للتجار و5 للحجاج وفي المدينة زار الأماكن المسيحية المقدسة مثل كنيسة القديس سابا حيث كانت تسكن القديسة كاترين ثم كنيسة القديس مرقص والذي استشهد ودفن فيها وكذلك كنيسة القديس ميشيل ويدفن فيها التجار والحجاج الأجانب كما شاهد المكان الذي تعذبت فيه القديسة كاترين ووصف المدينة وشوارعها وأسواقها ثم رحل إلي رشيد ومنها إلي القاهرة عن طريق النيل عبر قناة فوة وزار حديقة البلسم في المطرية والبئر الذي تسقي منه الحديقة والتي فاض بالماء عند قدوم السيدة العذراء للاختباء مع طفلها يسوع ويوسف النجار كما تحدث عن فيضان النيل ومواعيده والمحاصيل المصرية وقابل السلطان في القاهرة ووصف كذلك قلعة الجبل وأبوابها وهيئة السلطان ولم ينسي الاهتمام بذكر أعداد المسيحيين واليهود في القاهرة وأسوق الطعام ثم حصل علي إذن السفر إلي بيت المقدس وعبر صحراء سيناء وزار دير سانت كاترين ولم يكتف بذلك بل رسم صورا توضيحية للملابس في العصر المملوكي الخاصة بالنساء والرجال وفقا للطبقات والديانات وقد تعرض أيضا لتسلط العربان في الصحراء حتى وصل إلي بيت المقدس وبيت لحم ولم يترك مزارا مسيحيا مقدسا لم يزره ويوصفه ثم اتجه إلي إنطاكية إلي أدنه والقسطنطينية وعاد إلي أوروبا وتعد رحلته من أفضل الرحلات في ذلك العصر لما اشتملت عليه من معلومات دقيقة جغرافية واقتصادية هامة وذات قيمة علمية بالإضافة إلي المعلومات الاجتماعية إلي لم توضحها مصادر أخرى كما ذكر تعداد للسكان والحرات والأبواب والأسواق وواصفا عادات وتقليد السكان وأعمالهم وحرفتهم.